# Shinjuku Expressway Bus Terminal

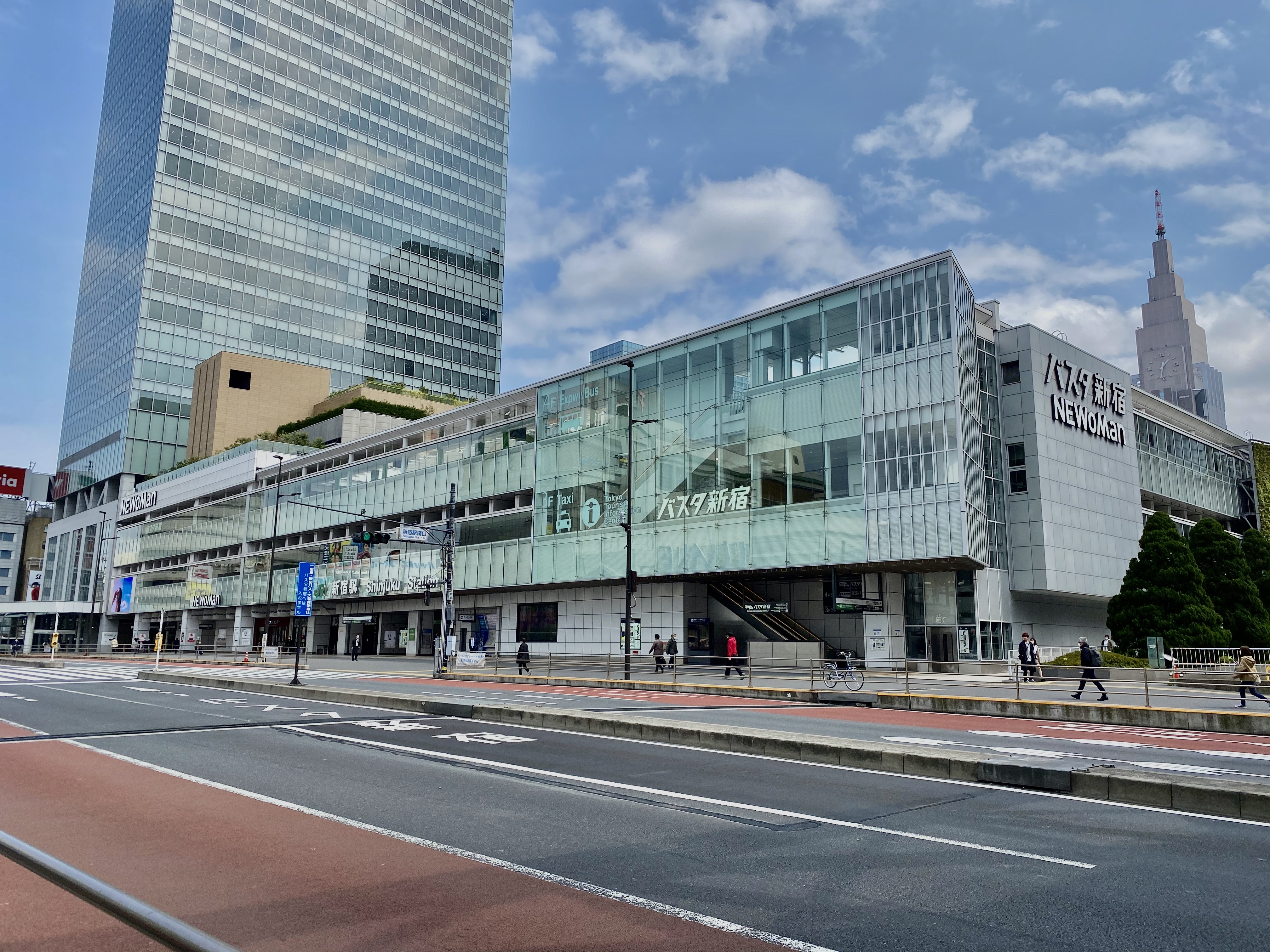
Shinjuku Expressway Bus Terminal (April 2020)

Der Shinjuku Expressway Bus Terminal, auch Busta Shinjuku (jap. バスタ新宿) genannt, ist ein Busbahnhof in der japanischen Hauptstadt Tokio. Er befindet sich im Stadtteil Sendagaya, der zum Bezirk Shibuya gehört. Das Gebäude steht an der Nationalstraße 20, gegenüber dem südlichen Hauptausgang des Bahnhofs Shinjuku. Seine Eröffnung im April 2016 ermöglichte die Zusammenführung der Haltestellen für den Fernbusverkehr an einem zentralen Ort. Mehr als hundert Unternehmen bieten Fahrten in über 300 Städte an, womit Shinjuku der größte Busbahnhof Japans ist. Ebenso ist er der wichtigste Abfahrtsort für Taxis im Bereich des Bahnhofs.

## Anlage

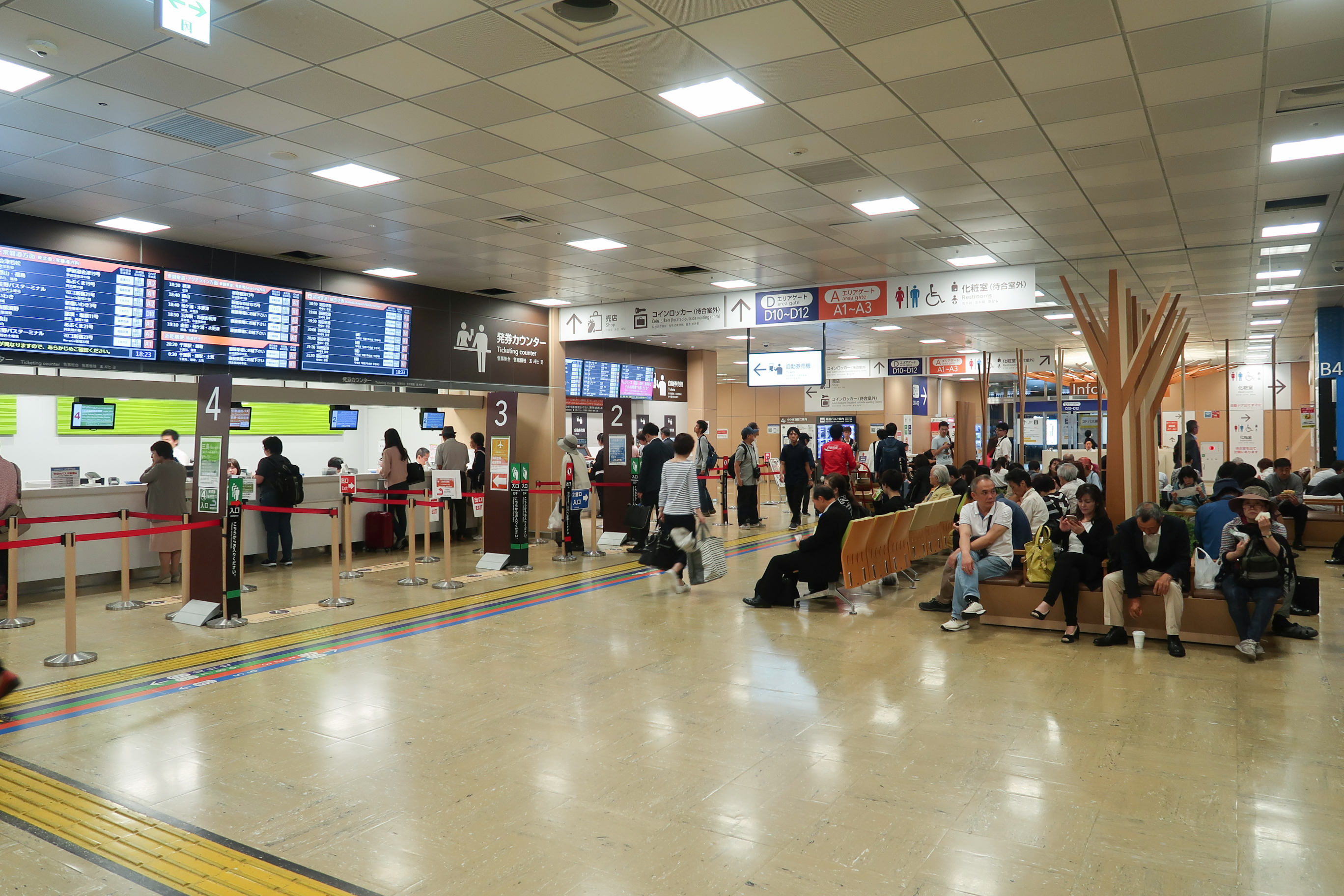
Fahrkartenschalter und Wartezone

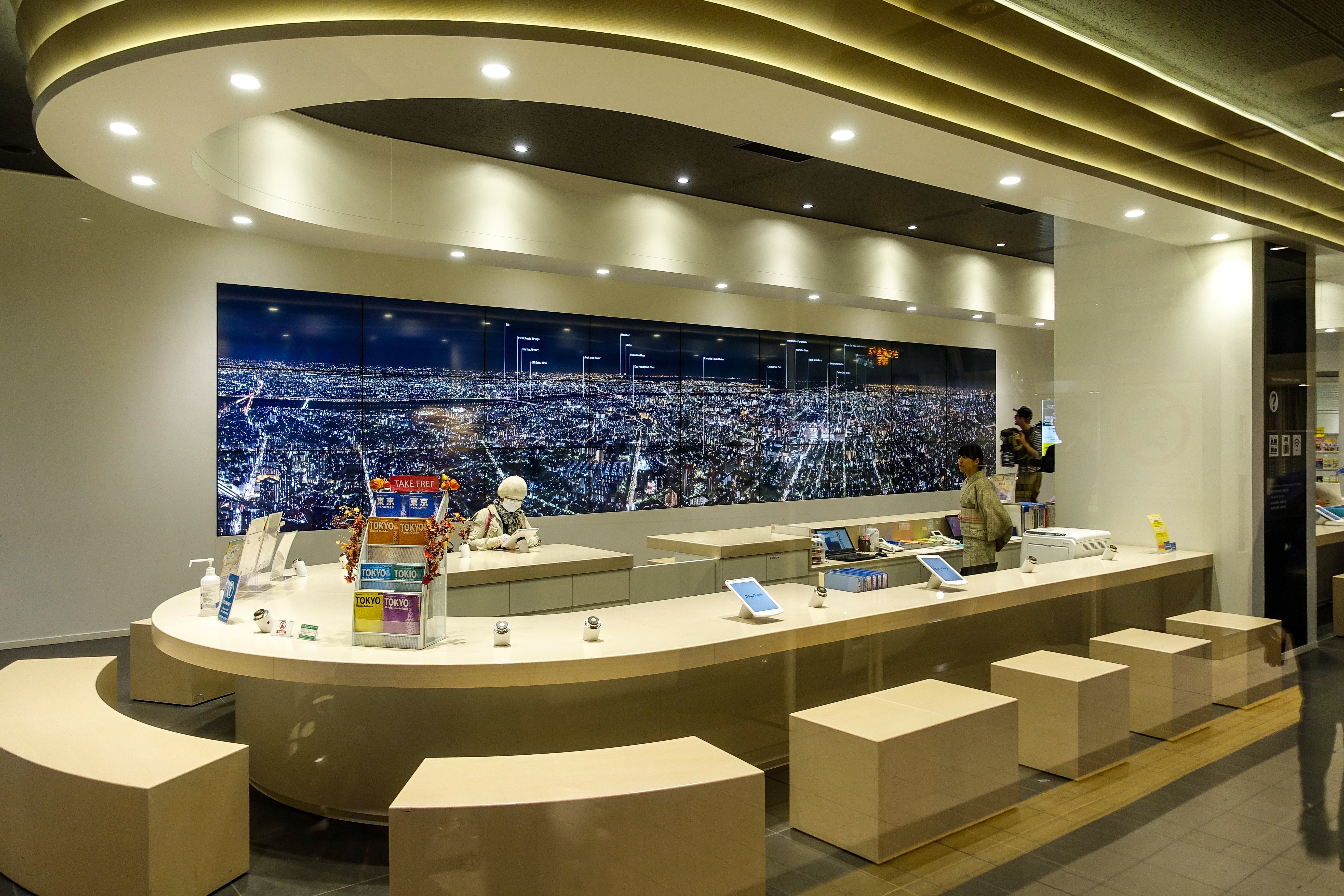
Touristeninformationsschalter

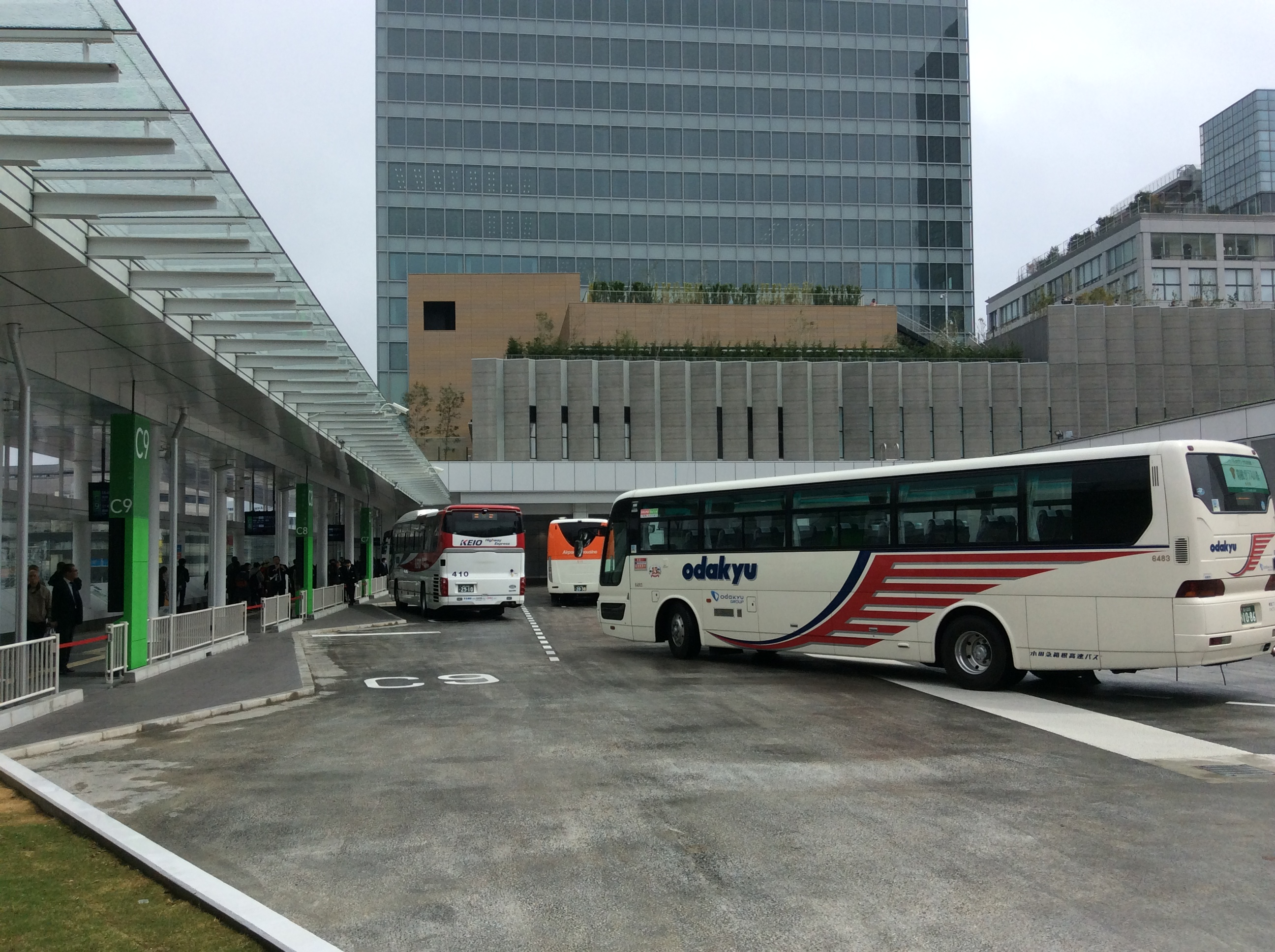
Haltestellen

Der Busbahnhof steht neben dem 168 Meter hohen Wolkenkratzer JR Shinjuku Miraina Tower mit dem Einkaufszentrum NeWoMan. Er ist unmittelbar von den Bahnsteigen des zum Teil darunter liegenden Bahnhofs Shinjuku aus erreichbar, wobei das erste Stockwerk ein Teil der Verteilerebene ist. Das zweite Stockwerk auf Straßenniveau ist dem südlichen Hauptausgang des Bahnhofs zugewandt und enthält verschiedene Gastronomiebetriebe, Fahrkartenschalter sowie Wartezonen. Im dritten Stockwerk sind die Taxistände, die Touristeninformation sowie die Haltestellen für ankommende Fernbusse und eine lokale Buslinie zu finden. Die Haltestellen für abfahrende Fernbusse befinden sich im vierten Stockwerk an zwölf Bussteigen; ebenso gibt es hier einen FamilyMart-Laden und einen Souvenirshop. Das fünfte Stockwerk enthält eine Kindertagesstätte, das sechste ein Restaurant. Auf dem Dach befindet sich eine begrünte Terrasse. Die Verbindung zwischen den Stockwerken erfolgt durch Rolltreppen und Aufzüge.
Der Spitzname Busta ist das Ergebnis eines öffentlichen Namenswettbewerbs und die Abkürzung von „bus taxi“. Trotz seines offiziellen Namens befindet sich der Busbahnhof nicht im Bezirk Shinjuku, sondern im angrenzenden Bezirk Shibuya. Die Grenze verläuft in der Mitte der Nationalstraße 20, die den Bahnhof Shinjuku vom Busbahnhof trennt. Aufgrund der überragenden Bedeutung des Bahnhofs als einer der wichtigsten Verkehrsknotenpunkte des Landes trägt auch der Busbahnhof diesen Namen.

## Betreibergesellschaft
In Vorbereitung auf die Eröffnung des Busbahnhofs erfolgte am 2. Dezember 2014 die Gründung der Betreibergesellschaft Shinjuku Expressway Bus Terminal Co., Ltd. (jap. 新宿高速バスターミナル株式会社, Shinjuku kōsoku basutāminaru kabushiki-gaisha). Sie ist zu 50 Prozent im Besitz der Nihon Bus Association, dem Verband der japanischen Reisebusunternehmen. Die übrigen 50 Prozent teilen sich elf Busunternehmen. Die Betreibergesellschaft verwaltet und betreibt den Busbahnhof, führt den zentralisierten Fahrscheinverkauf durch, lenkt den Verkehr, koordiniert die Fahrpläne, legt die Benutzungsgebühren fest und genehmigt neue Angebote.

## Geschichte
Der Busbahnhof entstand aus mehreren Gründen. Erstens war die vor dem südlichen Hauptausgang verlaufende Nationalstraße 20 nicht zuletzt wegen der vielen dort stehenden Taxis stark überlastet, was häufig zu Verkehrsstaus und Auffahrunfällen führte; ebenso waren die Trottoirs zu eng, um die vielen Fußgänger zu bewältigen. Zweitens war die westlich daran anschließende Brücke über das Gleisfeld seit ihrer Eröffnung im Jahr 1925 nie saniert worden und nicht erdbebensicher. Drittens wollte die Bahngesellschaft JR East den südlichen Teil des Gleisfelds überbauen, um es kommerziell nutzen zu können. Schließlich bestand das Bedürfnis, die auf 19 Standorte rund um den Bahnhof verteilten Haltestellen für den Fernbusverkehr in einer zentralen Einrichtung zu konzentrieren und so das Umsteigen auf die Eisenbahn zu erleichtern.
Das Ministerium für Land, Infrastruktur, Verkehr und Tourismus (MLIT) übernahm die Koordination des umfangreichen Verkehrsprojekts und arbeitete eng mit den beteiligten Unternehmen zusammen. Besonders wichtig war die Abstimmung mit JR East, das unmittelbar neben dem geplanten Busbahnhof den JR Shinjuku Miraina Tower errichten ließ. Die komplexen Bauarbeiten begannen am 8. April 2006 und waren nach fast acht Jahren abgeschlossen. Die offizielle Eröffnungsfeier fand am 3. April 2016 statt, die Inbetriebnahme am darauf folgenden Tag (Taxistände um Mitternacht, Busbahnhof um 4 Uhr morgens).